# Pokrajina Varese
Pokrajina Varese (v italijanskem izvirniku Provincia di Varese [provìnča di varèze]) je ena od dvanajstih pokrajin, ki sestavljajo italijansko deželo Lombardija. Meji na severu s Švico, na vzhodu s pokrajino Como, na jugu s pokrajino Monza e Brianza in z metropolitanskim mestom Milano ter na zahodu z deželo Piemont.

## Večje občine
Glavno mesto je Varese, ostale večje občine so: (podatki 31.10.2006):
| Občina          | Prebivalcev |
| --------------- | ----------- |
| Varese          | 82.020      |
| Busto Arsizio   | 80.633      |
| Gallarate       | 49.638      |
| Saronno         | 37.472      |
| Cassano Magnago | 20.754      |

## Naravne zanimivosti
Ena od glavnih rek pokrajine je Olona, ki je igrala važno vlogo pri industrijskem razvoju teh krajev. Že leta 1043 se v neki listini omenja mlin na Oloni, a leta 1608 je na razdalji približno 50 km delovalo kar 116 mlinskih naprav. To niso bili samo žitni mlini, pač pa tudi velike torklje, bati za nabijanje volne in celo kovaški bat za baker. Industrijski razvoj je najprej prevzel delo mlinov, nato pa so bili mlini kar porušeni, da so se razne industrije namestile ob reki. Danes je vzdolž vse reke samo še šest mlinov, reka pa je dosegla nezavidljiv rekord najbolj onesnažene reke v Italiji. Šele v zadnjih desetletjih so združena prizadevanja vseh pokrajin, po katerih teče Olona, privedla do določenega izboljšanja. V pokrajini Varese je voda dosegla kvalitetno stopnjo "zadovoljivo", ponekod "zadostno", medtem ko je naslednji odsek, proti Milanu, še vedno "nezadosten", dokler ne prejme čistih pritokov iz Padske nižine. Po predvidevanjih bo moč doseči "dobro" kvalitetno stopnjo šele leta 2016. - Po poročilih spletnega dnevnika VareseNews je bila akcija za rekvalifikacijo vode izredno uspešna, saj je posebna okoljevarstvena komisija že leta 2015 ugotovila, da je kvaliteta vode »dobra«.
Seznam zaščitenih področij v pokrajini:
- Regijski park Valle del Ticino (Parco naturale lombardo della Valle del Ticino)
- Mokrišče Lago di Biandronno (Riserva naturale Lago di Biandronno)
- Naravni rezervat Lago di Ganna (Riserva naturale Lago di Ganna)
- Mokrišče Palude Brabbia (Riserva naturale Palude Brabbia)

## Zgodovinske zanimivosti
Dinastija Este, ki je med letoma 1240 in 1796 gospodovala mestom Ferrara, Modena in Reggio Emilia, je bila prisotna tudi v pokrajini Varese. Francesco III. d'Este (1698 - 1780), grof Modene in guverner Avstrijske Lombardije, se je med obiskom pri prijateljih navdušil nad mestom Varese. Kraj mu je bil toliko všeč, da je zaprosil Marijo Terezijo, naj mu ga pokloni v fevd. Vladarica je pristala in Francesco je takoj odkupil najlepšo mestno vilo, jo opremil po svojem okusu in jo obkrožil z urejenim parkom. Danes je ta vila sedež občinske uprave.